# フセヴォロド・オフチンニコフ

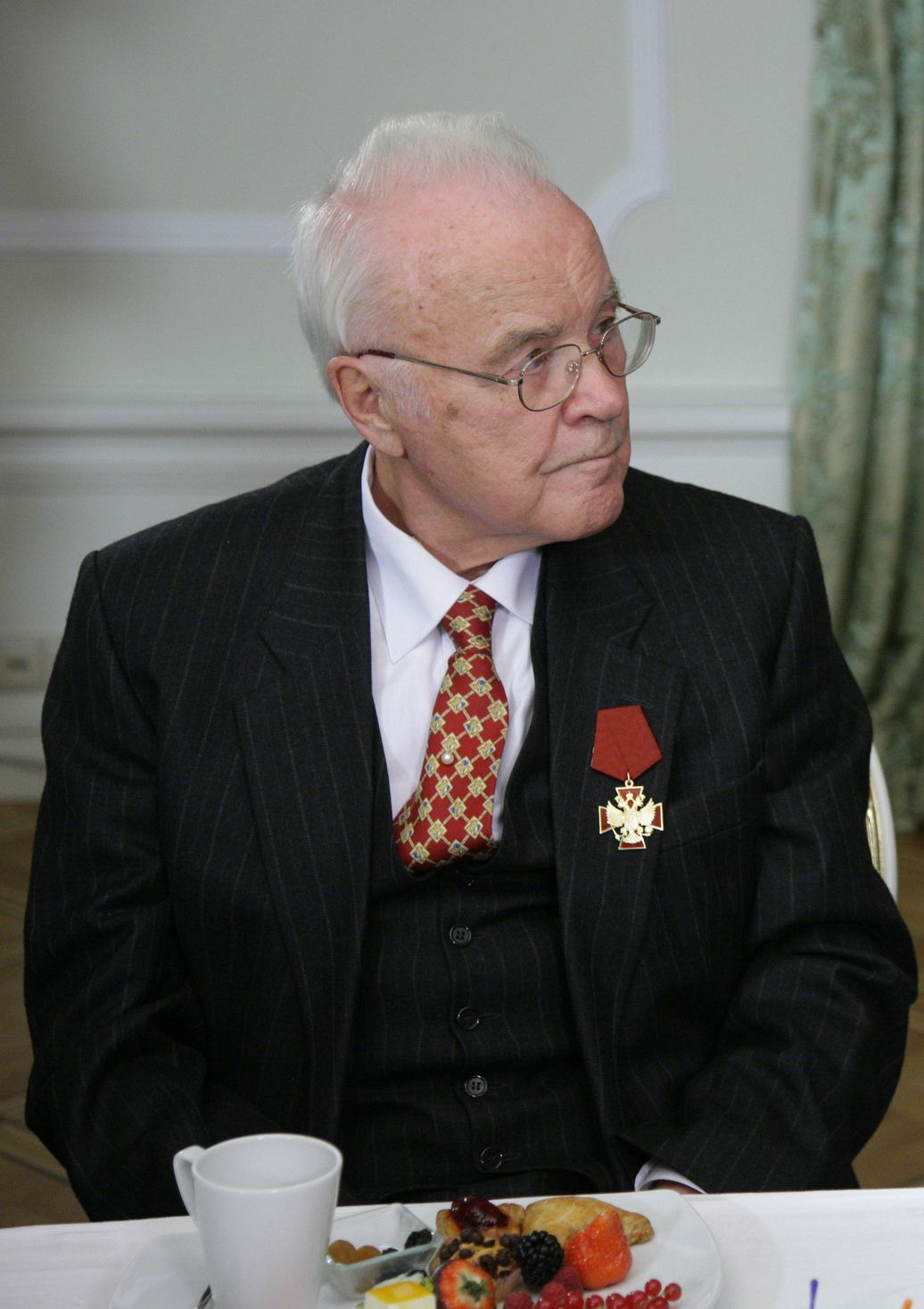
フセヴォロド・オフチンニコフ（2010年）

フセヴォロド・オフチンニコフ（Vsevolod Vladimirovich Ovchinnikov、1926年11月17日 - 2021年8月30日）は、ソ連・ロシアのジャーナリスト。
レニングラード（現・サンクトペテルブルク）生まれ。1951年モスクワ東洋学院中国科卒業、プラウダ入社。1953年から1959年まで北京特派員、1962年から1968年まで東京特派員、編集委員を務める。

## 著書（日本語訳）
- 『チベットの素顔』木村浩訳 講談社 1959
- 『サクラと沈黙 日本人の心理をさぐる』石黒寛訳 徳間書店 1971
- 『サクラの枝 日本についての二十七章』三木卓訳 新潮社 1971
- 『一枝の桜 日本人とはなにか』早川徹訳 読売新聞社 1971／中公文庫 2009（フセワロード・オフチンニコフ表記）
- 『ヒロシマの灰はまだ熱い 続・サクラと沈黙』石黒寛訳 徳間書店 1971
- 『アイオイ橋の人影』北畑静子訳 冨山房 1974
- 『樫の根 イギリスとイギリス人』中川研一訳 サイマル出版会 1981
- 『桜の枝 ソ連の鏡に映った日本人』早川徹訳 サイマル出版会 1983
- 『モスクワからの視点 オフチンニコフ・コラム』木村晃三訳 サイマル出版会 1992